# Фабрерија (Болоња)
Фабрерија (итал. Fabbreria) је насеље у Италији у округу Болоња, региону Емилија-Ромања.
Према процени из 2011. у насељу је живело 198 становника. Насеље се налази на надморској висини од 11 м.